# Astathes partita
Astathes partita là một loài bọ cánh cứng trong họ Cerambycidae.